# Estatua ecuestre del duque de Wellington
La estatua ecuestre de Arthur Wellesley, duque de Wellington, es una escultura al aire libre del que fuera duque, soldado y estadista británico, recordado por su participación en la guerra de la Independencia española y en la batalla de Waterloo, situada en la Royal Exchange de Londres.
Su escultor fue Francis Leggatt Chantrey. La estatua conmemora la ayuda prestada por Wellington a la ciudad de Londres para que se aprobara un proyecto de ley que permitiera la reconstrucción del puente de Londres.

## Historia
Al sentarse para un retrato posterior de Charles Robert Leslie, Wellington recordó que Chantrey le había dicho que tenía la cabeza cuadrada. Tras la repentina muerte de Chantrey, su ayudante de estudio Henry Weekes completó la escultura.
Wellington asistió a la inauguración de su estatua el 18 de junio de 1844. La fecha fue elegida para conmemorar la batalla de Waterloo, en la que Wellington condujo al ejército aliado a la victoria contra Napoleón, en 1815. Federico Augusto II de Sajonia, que estaba en Londres visitando a la reina Victoria, también asistió a la inauguración.

## Descripción
La estatua ecuestre se erigió para mostrar la gratitud de la ciudad por la ayuda de Wellington en la aprobación de la Ley de Aproximación al Puente de Londres de 1827. Esta ley condujo a la creación de la calle King William.
En cada uno de los lados del zócalo está inscrito "Wellington"; en sus extremos figura la inscripción "Erigida el 18 de junio de 1844". En su base, una placa de latón dice:

El 19 de julio de 1838, el Tribunal del Consejo Común de la Ciudad de Londres acordó una contribución de 500 libras esterlinas para sufragar el coste de la estatua del Duque de Wellington arriba mencionada, en agradecimiento a sus esfuerzos por ayudar a la aprobación de la Ley de Aproximaciones al Puente de Londres de 1827. Esta ley condujo a la creación de la calle King William. El gobierno donó el metal, que es el bronce de los cañones enemigos capturados y fundidos después de la batalla de Waterloo, y valorado en aquel momento en 1 500 libras. El coste total de la estatua fue de 9 000 libras. El resto se recaudó por suscripción pública.

El escultor, Sir Francis Chantrey (1781 a 1841), recibió el encargo en 1838, pero falleció antes de que se terminara la obra. La terminó su ayudante Henry Weekes (1807 a 1877).

El alcalde, William Magnay, inauguró la estatua el 18 de junio de 1844, aniversario de Waterloo, en presencia de su invitado, el rey de Sajonia.

Junto a la estatua, un trozo de granito del puente de Londres (1825 a 1967) queda colocada en el pavimento por la Corporación de Londres. La piedra de elevación del mismo puente se volvió a erigir sobre el río Colorado en Lake Havasu City (Arizona), en los Estados Unidos, en 1971.